# Lichtparcours

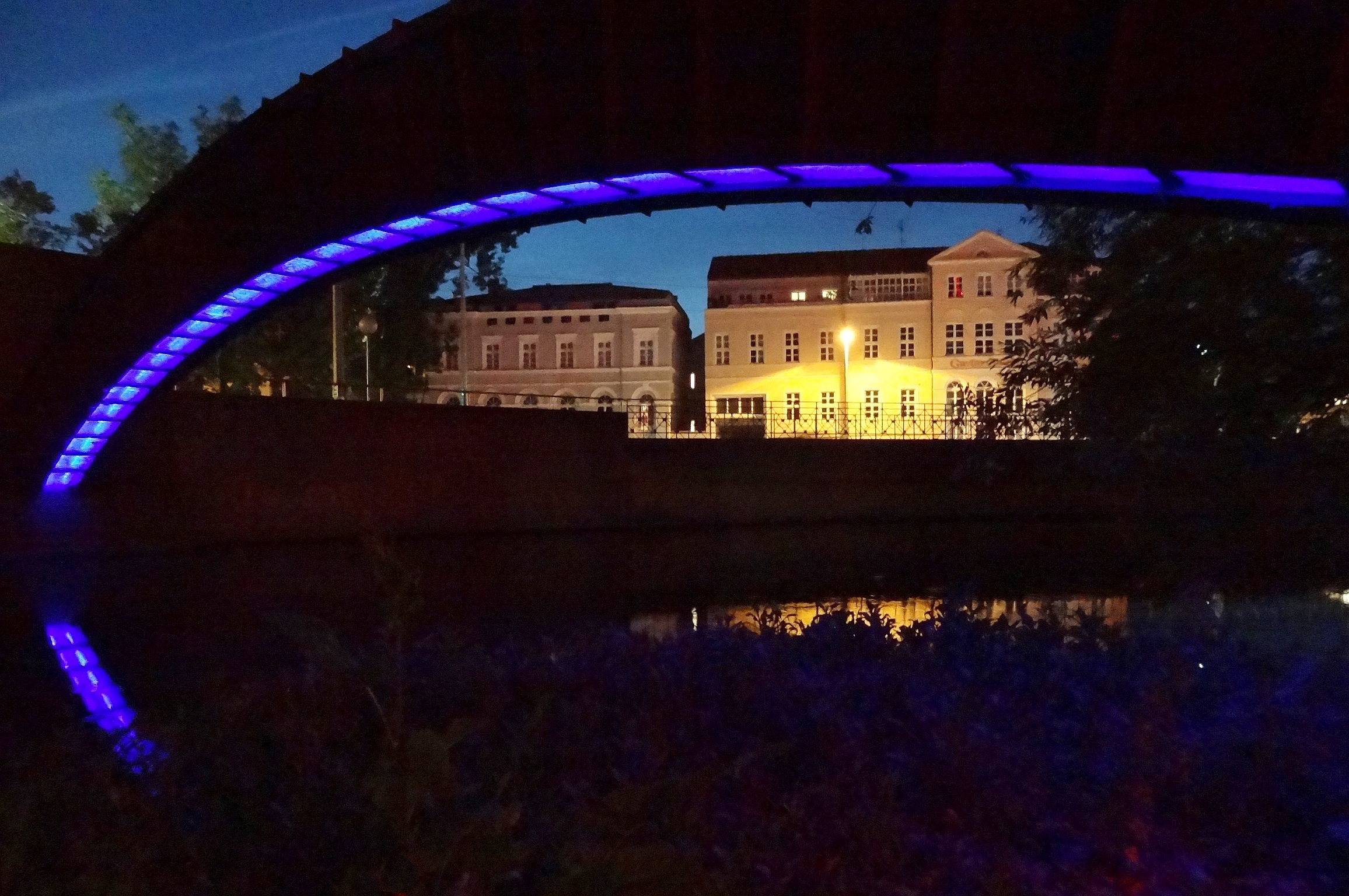
„Bogen der Erinnerung“ von Fabrizio Plessi

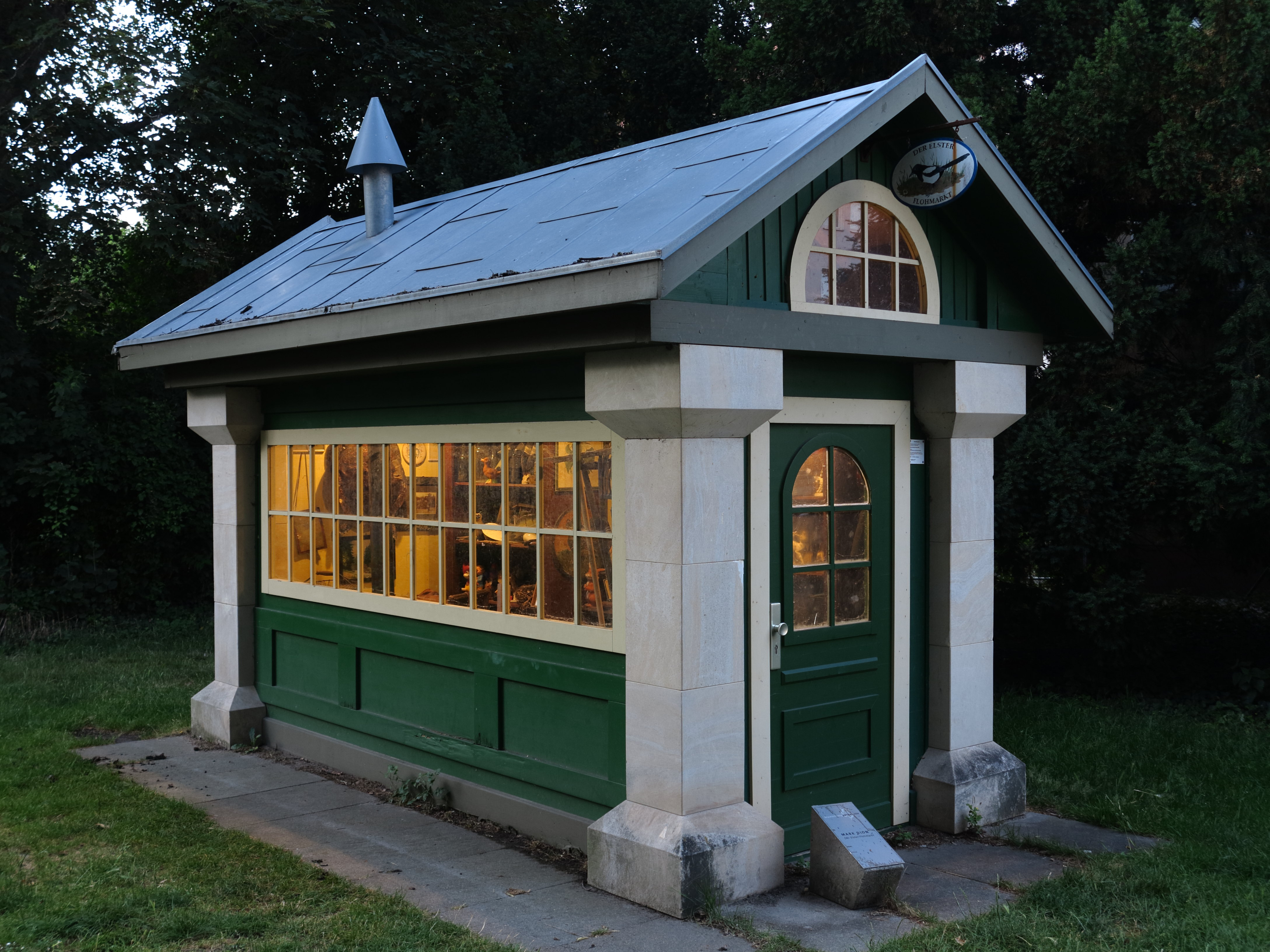
Elster Flohmarkt von Mark Dion

Der Lichtparcours Braunschweig (bzw. Braunschweig Parcours 2004) waren temporäre, öffentliche Ausstellungen zeitgenössischer Kunst in Braunschweig. Bisher fanden fünf Ausstellungen statt. Die Werke wurden meist im Bereich der Okerumflut platziert und hatten meist Bezug zu ihrem Ausstellungsort, zu Licht und Wasser. Die Finanzierung erfolgt überwiegend durch Sponsoren, wegen der unsicheren Finanzierung ist der Lichtparcours bisher nicht zu einer festen Veranstaltungsreihe geworden.
Einige Werke sind als Dauerinstallation noch vorhanden, dies sind der Bogen der Erinnerung (2000 von Fabrizio Plessi), der Elster Flohmarkt (2004 von Mark Dion), Evokation in Rot (2010 von Yvonne Goulbier) und Solarkatze (2016 von Michael Sailstorfer).

## Entwicklung

### Lichtparcours Braunschweig 2000

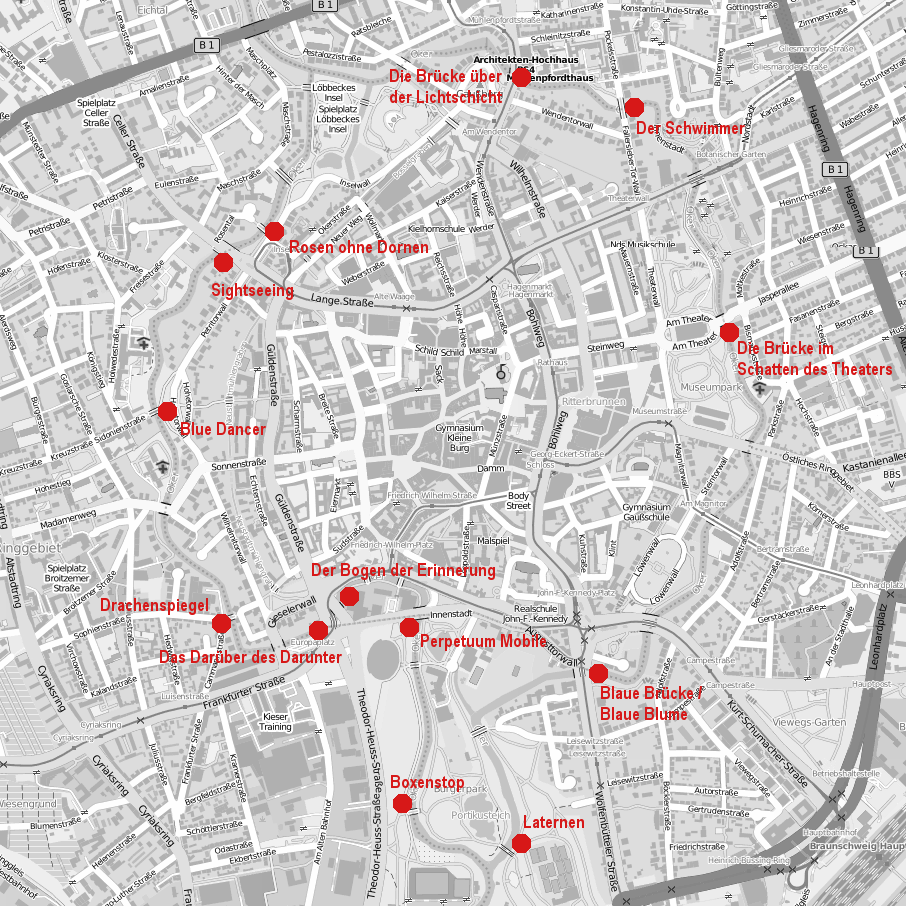
Standorte der Kunstprojekte

Der Lichtparcours Braunschweig 2000 war eine  Initiative zur künstlerischen Gestaltung des Braunschweiger Stadtraums, der anlässlich der Expo 2000 in Hannover parallel zu dieser vom 3. Juni bis zum 31. Oktober 2000 stattfand. Der Untertitel des Projektes war „Bridges over coloured water“. Hierfür schufen 13 Künstler Installationen zum Thema Licht und Wasser, speziell für die Brücken des Okerumflutgrabens, der die Braunschweiger Innenstadt umfließt und zuvor relativ wenig öffentliche Beachtung erfahren hatte. Der Lichtparcours erweckte in den Medien bundesweit eine große Resonanz. Über 500.000 Besucher haben den Lichtparcours 2000 angesehen.
Zu den Künstlern gehörten unter anderen Daniel Buren, Esther Shalev-Gerz, Fabrizio Plessi, Christina Kubisch und Kazuo Katase.

### Braunschweig Parcours 2004
Die Veranstaltungsreihe wurde vier Jahre später mit dem Braunschweig Parcours 2004 fortgesetzt, der jedoch nicht mehr auf die Brücken beschränkt war. Vom 25. Juni bis zum 31. Oktober 2004 wurden zwölf Installationen gezeigt. Es wurden etwa 80.000 Besucher geschätzt.

### Lichtparcours Braunschweig 2010
Der Lichtparcours 2010 war wieder an der Oker verortet. Er umfasste neun Installationen, von denen sieben auf den Ausstellungszeitraum vom 19. Juni bis zum 30. September beschränkt waren. Die Besucherzahl lag bei etwa 300.000.

### Lichtparcours Braunschweig 2016
Vom 11. Juni bis zum 22. September 2016 fand der 4. Parcours statt. 15 Werke wurden ausgestellt, wobei nicht nur die Innenstadt, sondern auch im Hafen Installationen zu sehen waren. Etwa 450.000 Besucher haben die Ausstellung gesehen.

### Lichtparcours Braunschweig 2020
Vom 13. Juni bis 9. Oktober 2020 fand der 5. Lichtparcours statt. Ausgestellt wurden 15 Werke von angefragten Künstlern, dazu die vier derzeitigen Dauerinstallationen. Wie im Jahr 2000 wurden die Werke wieder in der Okerumflut oder in deren unmittelbarer Nähe platziert.

### Lichtparcours Braunschweig 2024

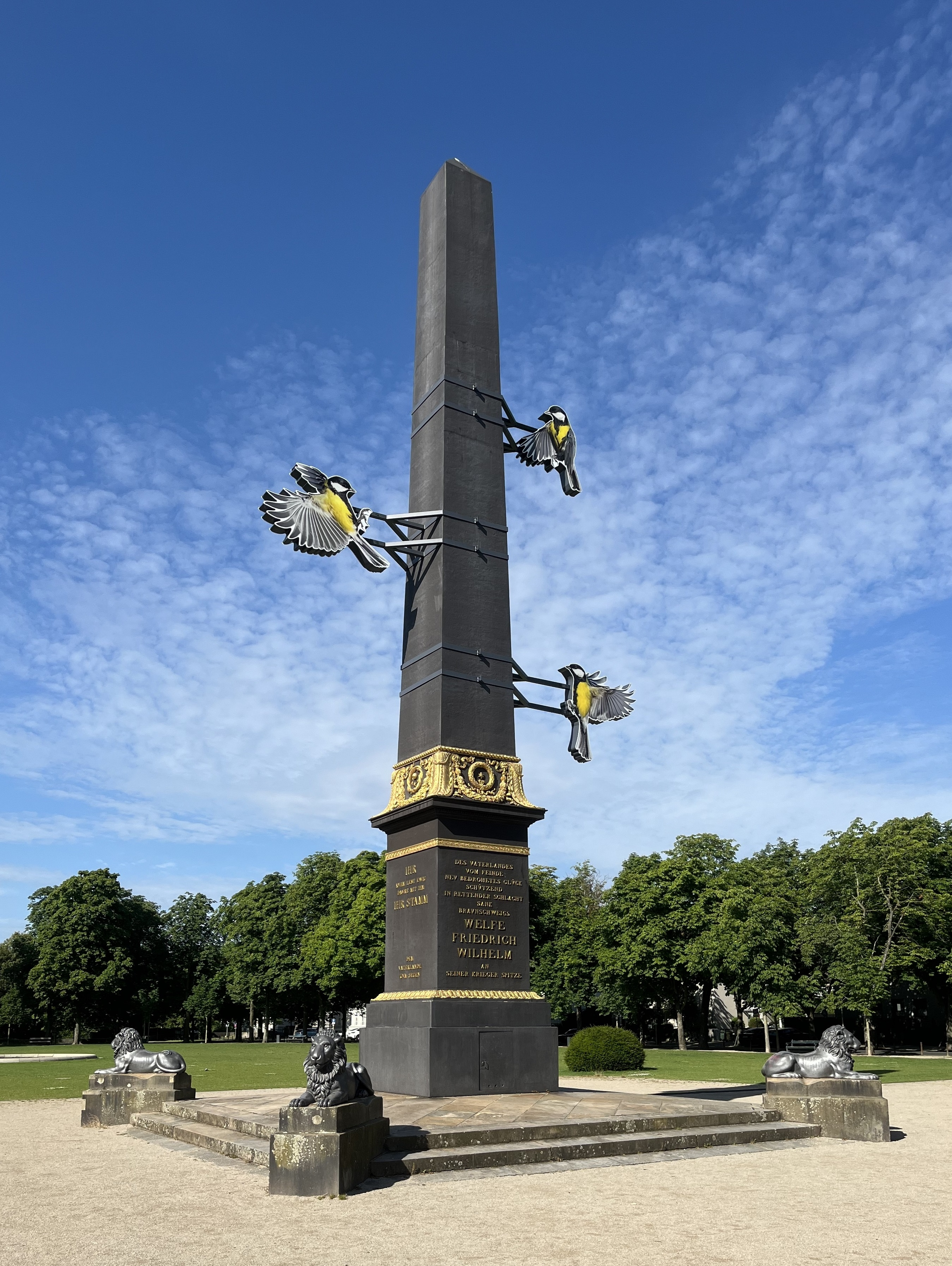
Obelisk auf dem Löwenwall mit Installation Great Tits Mobbing Phallic Landmark von Jens Pecho zum Lichtparcours 2024

Vom 1. Juni bis 11. Juni 2023 wurden die Modellentwürfe für den Lichtparcours 2024 in der Ausstellung Lichtparcours: Auftakt im Kunstverein Braunschweig präsentiert. Die Ausstellung umfasst 13 Werke, diese werden vom 15. Juni bis zum 6. Oktober 2024 entlang der Okerumflutung ausgestellt.